# ダザガ語
ダザガ語（ダザガご、ダザガ語: Dazaga、英: Dazaga language、別称: Dasa、Daza、Dazza、Tebu、Tibbu、Toubou、Tubu）は、ナイル・サハラ語族サハラ語派に属する言語である。テダ語とは言語学的に近い関係にある。